# Гербарій БІН РАН
Гербарій Ботанічного інституту РАН — найбільший в Росії гербарій, входить у п'ятірку найбільших гербаріїв світу. Важливіше джерело з флори Росії, країн колишнього СРСР і ряду інших держав. Міжнародний акронім — LE.
Сучасний гербарій Ботанічного інституту імені В. Л. Комарова РАН (БІН РАН) склався внаслідок злиття в 1931 році двох самостійних колекцій — гербарію Ботанічного саду Академії наук і Ботанічного музею Академії наук. Обсяг гербарних колекцій БІН РАН (2014 рік) становить 7,12 млн зразків (за Index Herbariorum), зокрема близько 6 млн зразків судинних рослин і 1,12 млн зразків мохів, лишайників та грибів.

## Гербарій Ботанічного музею Академії наук
Перші гербарні колекції в Петербурзі накопичувалися в Кунсткамері (серед них збори В. Р. Гмеліна, Р. В. Стеллера, Й. Г. Георгі та ін). «Стан багатьох цих гербаріїв був жалюгідним». Можливо це спонукало П. С. Палласа продати свої колекції за кордон, однак, на переконання Д. І. Литвинова, «крім своїх особистих колекцій, які, по суті, теж належали нашій Академії, Паллас продав (добре б — пожертвував кудись) і найістотнішу частину гербарію Академії!» (Литвинов, 1909).
Засновником Ботанічного музею вважається К. Б. Триніус. Приблизно в 1823 р. він виділив усі збережені ботанічні колекції Кунсткамери в окреме приміщення, почав їх розбирання. Як самостійна установа Ботанічний музей став існувати з жовтня 1835 р.
Директорами музею були К. Б. Триніус (1823—1844 рр.), К. А. Мейер (1844—1855 рр.), Ф. В. Рупрехт (1855—1870 рр.), К. І. Максимович (1871—1890 рр..), С. І. Коржинський (1893—1900 рр..), М. С. Воронін (1901—1902 рр.), В. П. Бородін (1902—1930 рр.), В. Л. Комаров (1930—1931 рр.). У різні роки посаду консерватора (вченого зберігача) займали Р. П. Бонгард (1835—1839 рр..), Ф. В. Рупрехт (1839—1851 рр.), К. Ф. Мейнсгаузен (1851—1896 рр.), Д. І. Литвинов (1898—1929 рр.), М. А. Буш (1912—1931 рр.), Б. К. Шишкін (1930—1931 рр.), В. А. Траншель (1900—1931 рр., відділ спорових рослин).
За час існування гербарію Музею в нього надійшли цінні колекції, які збирали (або тримали) такі ботаніки:
- О. К. Розумовський (10 тис. видів, гербарій Ботанічного саду в Горенках)
- Маршал фон Біберштайн (10 тис. видів)
- К. Б. Триніус (5 тис. видів злаків)
- А. Шаміссо (12 тис. видів, 60 тис. зразків)
- К. А. Меєр (28 тис. видів)
- С. І. Коржинський (6,5 тис. зразків з Туркестану)
- Ф. М. Алексієнко (44 тис. зразків)
- Н. К. Срединський («6 величезних ящиків вагою 86 пудів»)
- М. І. Пуринг (4 тис. видів, 8,5 тис. зразків)
- А. Н. Петунников[ru] (6 тис. зразків)
- І. І. Шираєвський (12 тис. зразків)
- Н. А. Буш і Є. О. Буш[ru] (15 тис. зразків)

У Музеї С. І. Коржинським і Д. І. Литвиновим було розпочато[коли?] видання ексикату «Гербарію російської флори», що триває у БІН РАН досі. До моменту об'єднання гербарій музею налічувала 1,5-2 млн зразків.

## Гербарій Ботанічного саду Академії наук
У 1823 р. Медичний сад (раніше — Аптекарський город) був перетворений на Ботанічний, цей рік слід вважати роком заснування Гербарію. До 1815 р. в Медичному саду зберігався невеликий гербарій з 6040 видів, що належав Медико-хірургічній академії.
Переважно шляхом покупок і організації експедицій накопичувалися перші фонди гербарію Ботанічного саду, однак лише з 1857 р. окремі розрізнені колекції були об'єднані в загальний гербарій (Herbarium generale). Крім того, були виділені петербурзький гербарій (Herbarium petropolitanum), російський гербарій (Herbarium rossicum) і гербарій з ботанічних садів (Herbarium hortense). К. В. Максимовичем покладено початок японському гербарію (Herbarium japonicum).
До 1829 р. директор саду Ф. Б. Фішер був єдиним ботаніком в саду (і в гербарії). Керівниками Гербарію після Фішера були: К. А. Меєр (1850—1855 рр.), Е. Л. Регель (1855—1869 рр.), К. І. Максимович (1869—1891 рр.), С. І. Коржинський (1892—1899 рр.), Р. В. Танфільєв (1899—1905 рр.), Б. О. Федченко (1905—1931 рр.).
Згідно з описом 1850 р. в гербарії містилося близько 500 тис. зразків, що належать до 50 тис. видів (Липський, 1913—1915). На 1908 р. в гербарії налічувалося вже понад 2 млн зразків 95-100 тис. видів.
Період з 1871 по 1917 рр. — епоха численних експедицій, зокрема Російського географічного товариства і Переселенського управління. Гербарні колекції надходили з подорожей під егідою РГТ М. М. Пржевальського, П. К. Козлова, В. Л. Комарова. З експедицій Переселенського управління за 8 років (1908—1915 рр..) надійшло 200—500 тис. зразків.
У 1914 р. протягом двох місяців відбувалося переведення фондів гербарію (понад 2 млн аркушів) у нову чотириповерхову будівлю, яку гербарій БІН РАН займає й досі. Тут же розмістилася бібліотека. З цього моменту розміщення колекцій гербарію Ботанічного саду було проведено за системою Енглера. Змінилася структура гербарію, який став включати 8 відділів: загальний, Східної і Центральної Азії, Європейської Росії, Кавказу, Закавказзя, Сибіру, Далекого Сходу, Петроградської губернії, а також довідковий і дублетний гербарії.
В гербарій Ботанічного саду надійшли багато цінних колекцій, які збирали такі дослідники:
- Ф. Х. Стефан[ru] (7,5 тис. видів)
- В. Ф. Эшшольц (15 тис. аркушів)
- Ф. К. Мертенс (35 тис. видів, 105 тис. зразків)
- Л. Рідель[ru] (80 тис. аркушів з Бразилії)
- В. Шовиц (20 тис. аркушів)
- А. Шрадер (10 тис. видів)
- М. С. Турчанінов (60 тис. аркушів із Забайкалля)
- Ф. Б. Фішер (60 тис. видів);
- К. Ф. Ледебур (5 тис. видів, наведених у «Flora Rossica»)
- М. М. Пржевальський (15-16 тис. аркушів)
- А. Е. Регель (100 тис. аркушів)
- Р. Н. Потанін (5 тис. видів, 22-25 тис. аркушів)
- В. І. Роборовский (30 тис. аркушів)
- В. Ф. Ладигін[ru] (25 тис. аркушів)
- Дж. Гей (понад 8 тис. видів)
- Р. Е. Траутфеттер (4,5 тис. видів, 50-60 тис. аркушів)
- С. І. Коржинський (30 тис. аркушів)
- В. Л. Комаров (42 тис. аркушів);
- І. Г. Клінге[ru] (2 тис. видів, 12 тис. аркушів)
- С. А. Дзевановський (13 тис. аркушів)
- В. М. Сукачов і Г. І. Поплавська (15 тис. аркушів)
- М. В. Шипчинський[ru] (7 тис. аркушів);
- Ю. М. Воронов та ін (10 тис. аркушів з Південної Америки)
- М. П. Іконніков-Галицький (6 тис. аркушів)

## Об'єднаний гербарій Ботанічного інституту
Після переводу колекцій Ботанічного музею в 1932 р. в будинок, де розміщувався гербарій Ботанічного саду, об'єднаний гербарій став налічувати близько 4 млн зразків. Основним завданням колективу Ботанічного інституту стало складання і видання зведення «Флора СРСР». Тридцять томів цього видання вийшло в 1934—1965 рр., охопивши 17 520 видів (22 тис. сторінок, 10 тис. малюнків на 1 250 таблицях).
Ця робота була перервана війною. В роки блокади деякі співробітники гербарію залишилися в обложеному Ленінграді, кілька людей за цей час загинуло — Н. А. Буш, М. Ф. Гончаров, Н. А. Іванова, М. П. Іконніков-Галицький, В. І. Кречетович, Є. Г. Черняковська. Евакуація фондів гербарію не проводилася, але найбільш цінні об'єкти були переміщені в підвал; частина колекцій була запакована і підготовлена до можливої евакуації.
Передбачалося, що за підсумками роботи над «Флорою СРСР» колекції гербарію з території країни повинні бути критично перевизначені. З ряду причин дуже багато авторів обробок окремих родів і родин майже не залишили слідів своєї роботи в гербарії.
У 1930-х рр. розпочато виділення з основних фондів типових зразків — найбільш цінної частини колекції, однак після довгої перерви ця робота була продовжена лише в 1959—1960 рр.
До 1968 р. колекції гербарію налічували 4,4-4,5 млн зразків (без урахування нерозібраних колекцій) і складалися з 6 відділів:
- європейської частини СРСР (750—800 тис. аркушів);
- Кавказу (300 тис. аркушів);
- Сибіру і Далекого Сходу (300 тис. аркушів);
- Середньої Азії (750—800 тис. аркушів);
- Східної та Центральної Азії (300 тис. аркушів);
- загальний гербарій (2 млн аркушів).

У 1970-1980-ті рр. розмах експедицій був досить великим. Йшла робота над «Флорою європейської частини СРСР», «Арктичною флорою», «Рослинами Центральної Азії». У 1990-2000-і рр .. поповнення колекцій завмерло, але було розпочато сканування колекцій. Втім, за цим показником гербарій БІН далеко відстає від провідних гербаріїв світу. В останні десятиліття велася також робота над Конспектом флори Кавказу", «Флорою Східної Європи», каталогами типів.
У повоєнний час діяльність гербарію пов'язана з багаторічною плідною роботою багатьох видатних ботаніків — В. І. Грубова, Т. В. Єгорової, С. Ю. Ліпшиця, А. Л. Тахтаджяна, О. І. Толмачова, М. М. Цвєльова, С. К. Черепанова, Б. О. Юрцева та інших.